# Sainte-Florence (Gironde)
Sainte-Florence (okzitanisch: Senta Florença) ist eine französische Gemeinde mit 146 Einwohnern (Stand: 1. Januar 2022) im Département Gironde in der Region Nouvelle-Aquitaine (vor 2016 Aquitaine); sie gehört zum Arrondissement Libourne und zum Kanton Les Coteaux de Dordogne.

## Geographie
Sainte-Florence liegt etwa 44 Kilometer östlich von Bordeaux an der Dordogne, die die Gemeinde im Norden begrenzt. Umgeben wird Sainte-Florence von den Nachbargemeinden Sainte-Terre im Norden und Nordwesten, Civrac-sur-Dordogne im Nordosten, Saint-Pey-de-Castets im Osten, Mérignas im Westen sowie Saint-Vincent-de-Pertignas im Westen und Südwesten.

## Bevölkerungsentwicklung
| Jahr                       | 1962 | 1968 | 1975 | 1982 | 1990 | 1999 | 2006 | 2017 |
| Einwohner                  | 131  | 119  | 105  | 107  | 122  | 129  | 126  | 149  |
| Quellen: Cassini und INSEE |      |      |      |      |      |      |      |      |

## Sehenswürdigkeiten

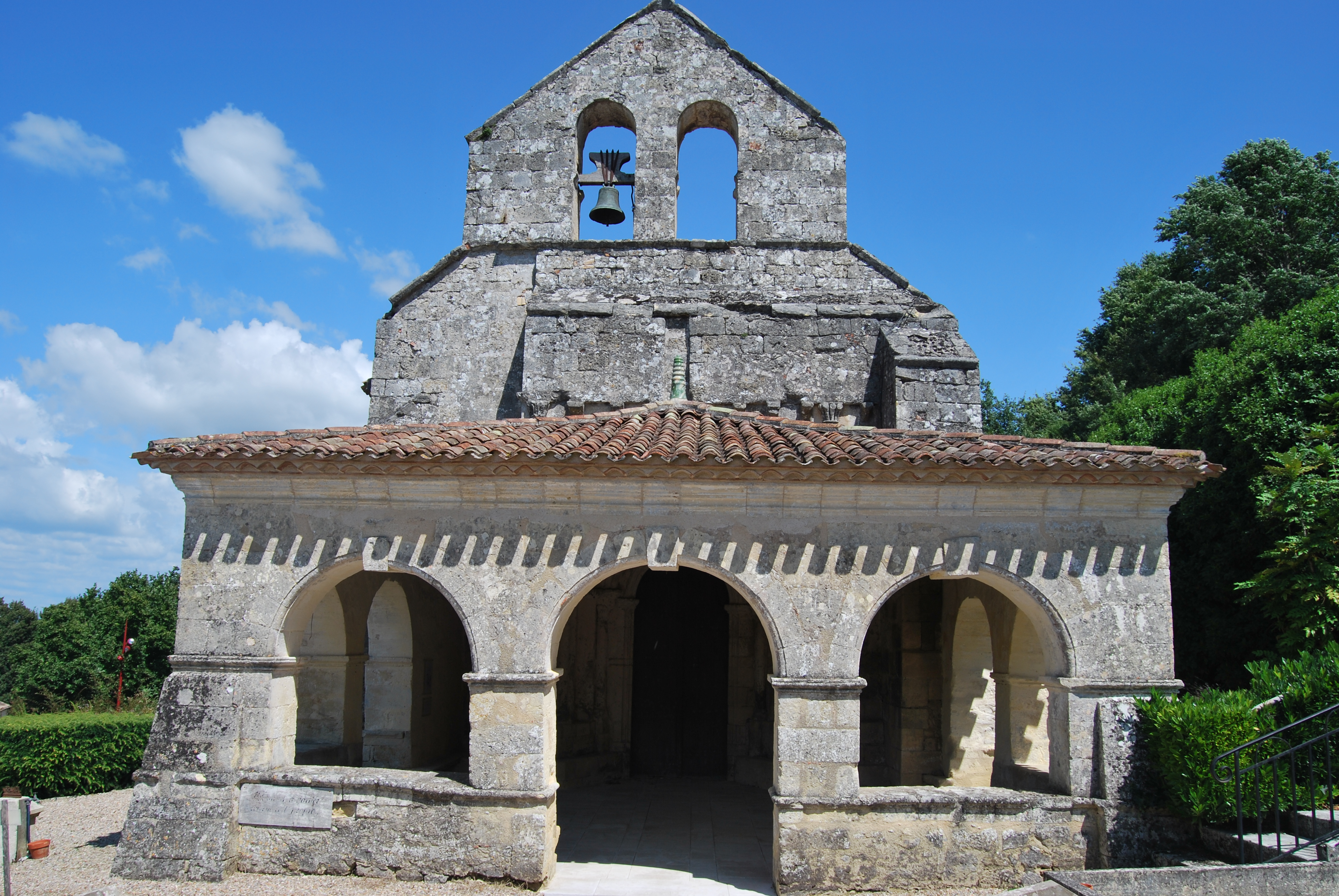
Kirche Sainte-Florence

- Kirche Sainte-Florence aus dem 12. Jahrhundert, seit 2002 Monument historique